# Vitusbach
Der Vitusbach ist ein heute im Gebiet der Altstadt von Regensburg meist unterirdisch verrohrt verlaufender Bach, der an einigen Orten im Stadtgebiet noch kleine Teiche speist. Der früher wasserreiche Vitusbach hat im Verlauf der Entwicklung der Stadt Regensburg immer eine wichtige Rolle gespielt. Die Quelle des Baches befindet sich im heutigen südlichen Stadtgebiet von Regensburg mitten in einem ehemaligen großen Quellgebiet im Umfeld vom ehemaligen Kloster Prüll, das sich in der Neuzeit zum heutigen Bezirksklinikum Regensburg entwickelte. Der Vitusbach verlief von einer erhöht gelegenen Quelle nach Norden, wo er nach seinem Verlauf im Dorfgebiet von Kumpfmühl nach Osten abwich und weiter in einer Ost-West-Senke verlief, in der heute die mehrspurige Ost-West-Bahnlinie verläuft. Am östlichen Ende der Senke erreichte der Vitusbach das heutige Gebiet der Altstadt von Regensburg. Hier spielte der Bach in der Römerzeit eine wichtige Rolle bei der Wahl des Standortes für das römische Legionslager Castra Regina. Nach Errichtung des Legionslagers 175 n. Chr. blieb der Vitusbach weiterhin wichtig für Versorgung und Betrieb des römischen Legionslagers, indem er die Brauchwasserversorgung und die Abwasserentsorgung der 6000 Bewohner des Legionslagers sicher stellte und im Verlauf der folgende Jahrhunderte auch in das heutige Stadtgebiet eindrang.
SAb 900 n. Chr. ermöglichte der Vitusbach mit Hilfe einiger von ihm gespeisten Nebenbäche die arnulfinische Erweiterung des Stadtgebiets und damit die Erweiterung des beengten Legionslagers nach Westen und Südwesten zu der mit der Arnulfinischen Stadtmauer und mit Stadtgraben geschützten, mit Fließwasser versorgten, frühmittelalterlichen, bedeutenden Handelsstadt Regensburg.
Erneut nach 1300 ermöglichte und begleitete der Vitusbach auch die nächste Stadterweiterung des Stadtgebiets mit der neu erbauten mittelalterlichen Stadtmauer nach Westen und Osten und ermöglichte damit die Gestaltung weiterer Stadtgebiete zu einer mit Stadtmauer und Stadtgraben befestigten und mit Brauchwasser im gesamten Stadtgebiet gut versorgten mittelalterlichen befestigten Großstadt, dem Vorläufer der heutigen Altstadt von Regensburg. Die ehemaligen Verläufe des Vitusbachs und der von ihm abzweigenden Nebenbäche im Gebiet der Altstadt sind noch heute an den Verläufen und Namen von einigen der heutigen Straßen plausibel nachvollziehbar, jedoch wegen vieler späterer Verzweigungen und Verschüttungen nicht in allen Einzelheiten aufgeklärt und nachgewiesen.

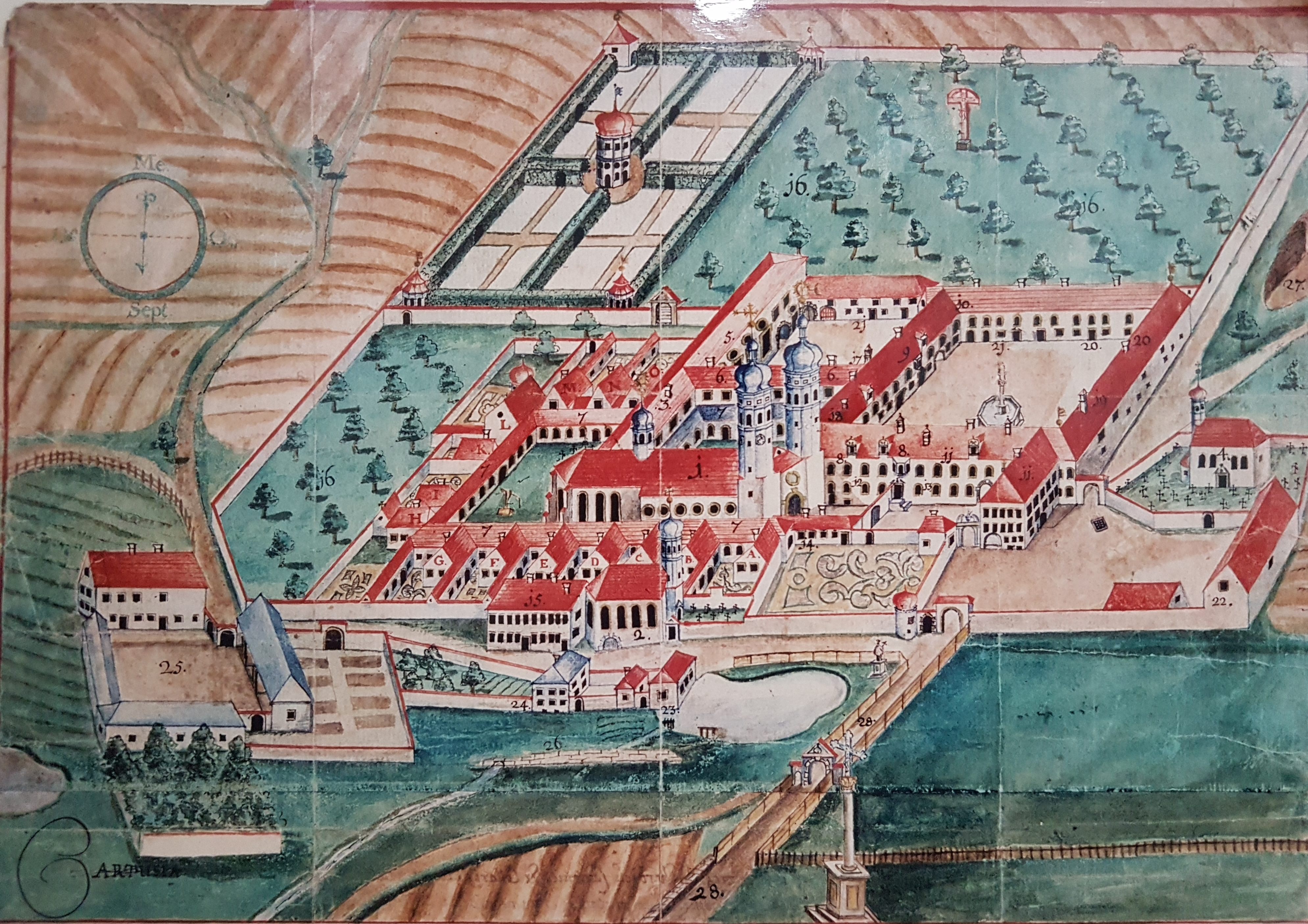
Quellgebiet des Vitusbachs bei Kloster Prüll, Ansicht 1742

## Überblick Geschichte
Der Vitusbach entspringt ca. 1 km südlich außerhalb der heutigen Altstadt von Regensburg in einem Quellgebiet bei Kloster Prüll. Der Bach verläuft dann nach Norden, versorgte das ehemals bayerische Dorf Kumpfmühl, das 1810 ein Vorort von Regensburg wurde, mit Wasser und betrieb dort eine Getreidemühle, die dem Ort den Namen gab. Im weiteren Verlauf des Vitusbachs nach Norden änderte sich die Fließrichtung nach Osten, als der Bach das heutige Stadtgebiet von Regensburg dort erreichte, wo 175 n. Chr. das römische Legionslager Castra Regina entstehen sollte. Die Änderung der Fließrichtung des Vitusbachs nach Osten wurde verursacht durch die noch heute in Ost-West-Richtung verlaufende ca. 50 m breite Bodensenke, in der nach 1850 die Bahngleise und der Hauptbahnhof entstanden. Das ab hier in Richtung Osten fließende Wasser des Vitusbaches, ließ die Brauchwasserversorgung des hier geplanten römischen Legionslagers möglich erscheinen. Damit bestimmte Der Vitusbach die Wahl des Ortes und die Gestaltung von Legionslager und Umfeld. Nach der Errichtung des Legionslagers sicherte der Vitusbach nicht nur den Betrieb des Lagers, sondern mit Hilfe von Abzweigungen später auch den Betrieb der westlich des Legionslagers entstehenden Zivilsiedlungen.
Nach der Auflösung des römischen Legionslagers spielte der Vitusbach bis 900 n. Chr.weiterhin eine Rolle als Lieferant von Brauchwasser bei der Entwicklung des ehemaligen Legionslagers zu einer Stadt der bajuwarischen Herzöge. Nach 900 n. Chr. musste im frühen Mittelalter das früh außerhalb der Stadtmauer entstandene Kloster Sankt Emmeram und die westlich des Legionslagers entstandenen zivilen Siedlungsgebiete bis hin zum Südufer der Donau durch neue Stadtmauern und Wassergräben, gespeist vom Vitusbach, geschützt werden. Diese Entwicklung wiederholte sich, als nach 1300 neu entstandene Stadtgebiete im Osten und Westen wiederum mit neuen Stadtmauern und Wassergräben geschützt werden mussten. Wie im bisherigen Stadtgebiet mussten auch in den neuen Gebieten die Straßen gereinigt, Abfälle in die Donau geschwemmt, Stadtbauern mit Wasser versorgt und die neuen Gewerbegebiete im Westen der Stadt mit Brauchwasser versorgt werden.
Nach dem Abbruch der Stadtmauern ab 1860 übernahm der Vitusbach bei der Entwicklung der Stadt zur heutigen Welterbe-Stadt Regensburg
im Stadtgebiet die Aufgabe der Wasserversorgung für Gemüseanbau und Gartenanlagen in den Bereichen der Gelände von Zwinger und Stadtgraben. Als Antrieb für die Mühle im Ortsteil Kumpfmühl war der Vitusbach noch am Beginn des 20. Jahrhunderts in Betrieb. Auch heute verläuft der nur noch wenig Wasser führende Vitusbach noch im Stadtbereich, ist aber im Bereich der Altstadt unterirdisch verrohrt und verliert sein Restwasser durch Versickerung und in der Donau. An einigen Orten hat sich der Vitusbach in Form von Teichen erhalten. Frei aber nur schwach fließend verläuft der Vitusbach heute noch in der Nähe seines Quellgebiets im Bereich einer Kleingartenanlage.

## Vitusbach früher und heute

### Quellgebiet

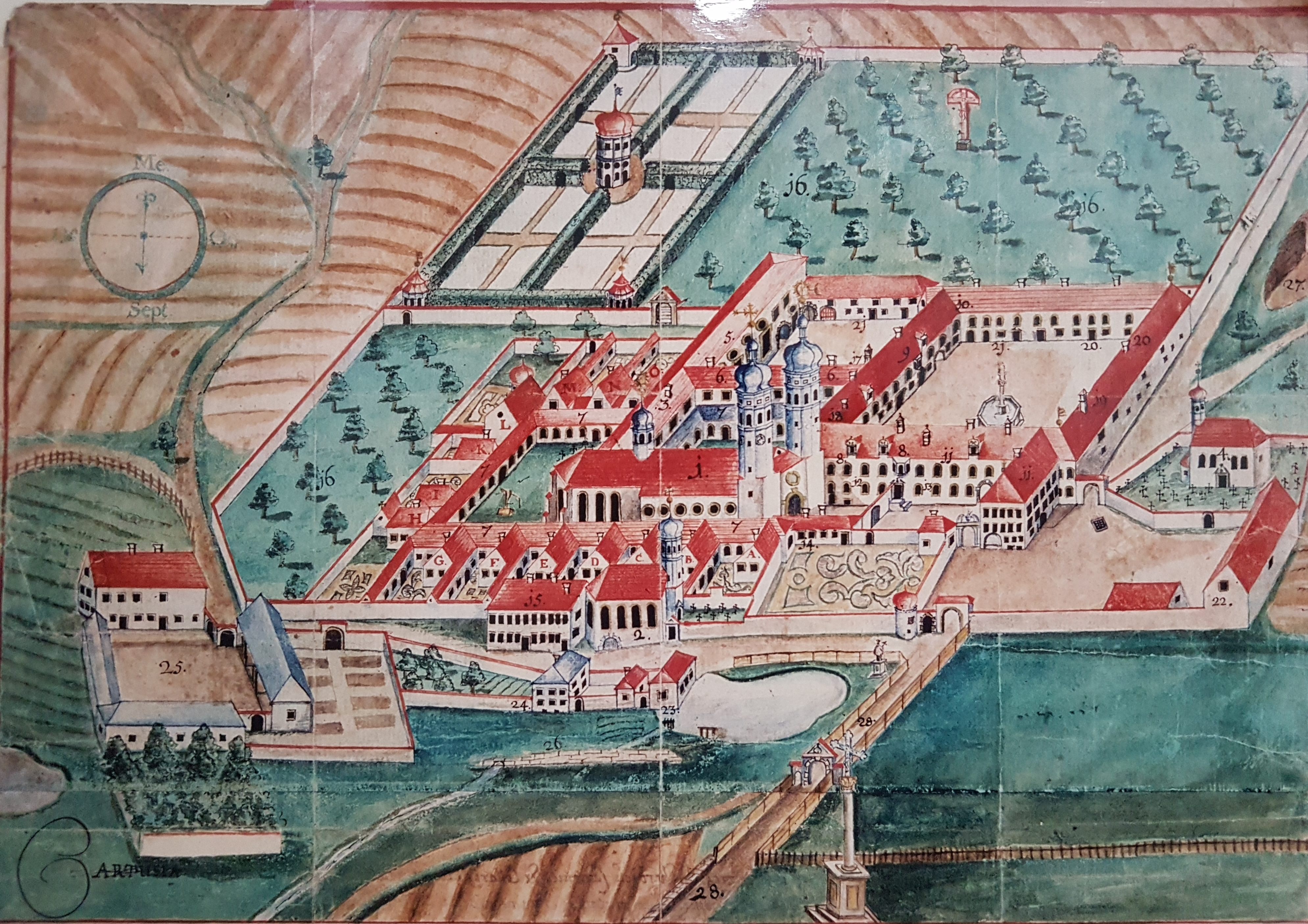
Vitusbach Quellgebiet
Kloster Prüll, Ansicht 1742

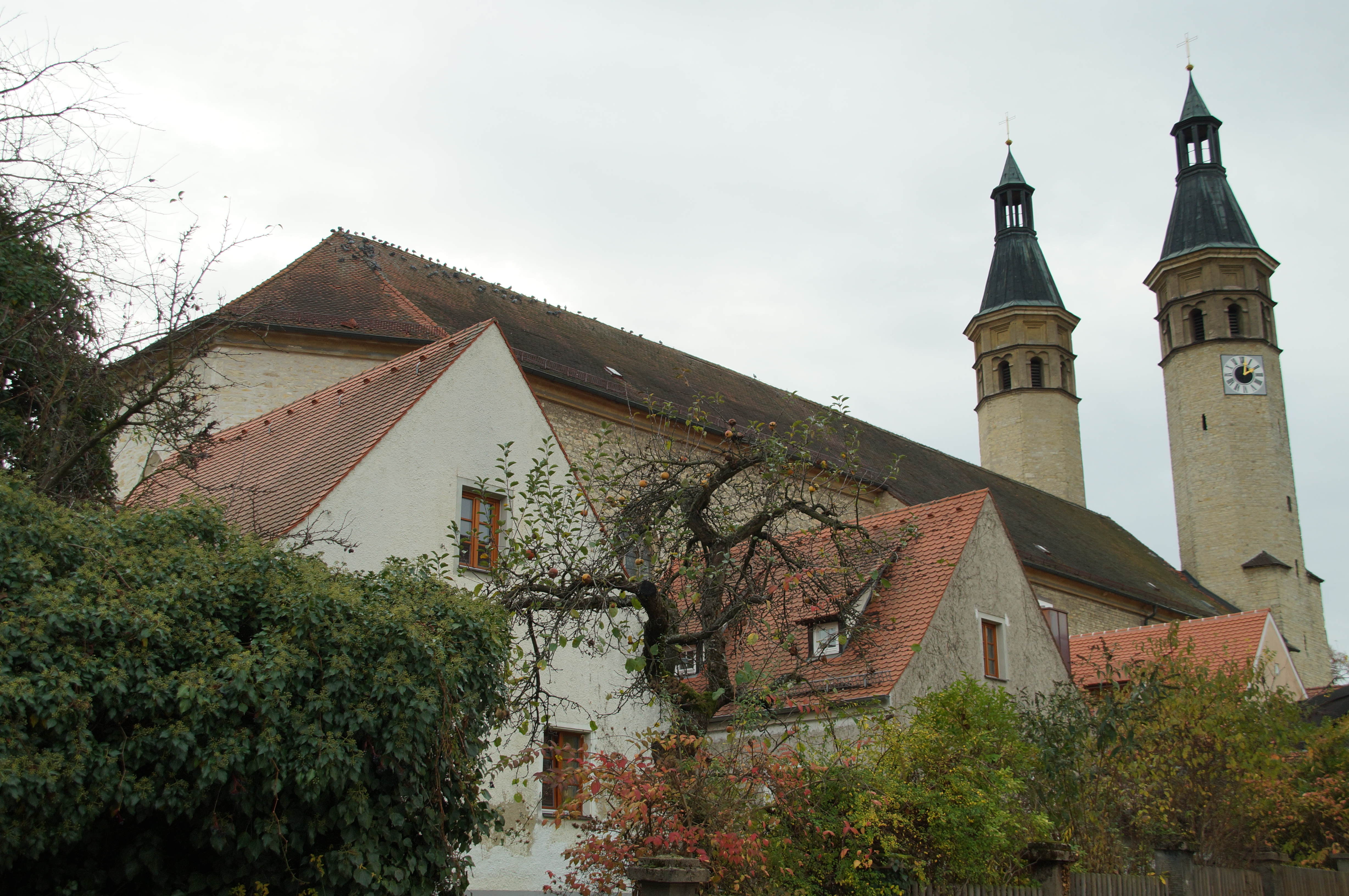
Vitusbach Quellort: unter der Kartause Nr. 8 der Klosterkirche St. Vitus

Die Quelle des Vitusbachs befindet sich im Stadtbezirk 13 von Regensburg im Ortsteil Kumpfmühl auf dem Gelände des ehemaligen Kartäuserklosters Kloster Prüll. Die Bezeichnung Prüll meint ein sumpfiges Gelände, das sich in diesem Fall auf ganzer Breite am Südhang eines Ost-West-Höhenzuges gebildet hatte. Damit war die Quelle eine von mehreren ehemaligen Quellen in diesem quellenreichen Gebiet am Fuß des Höhenzuges, der südlich oberhalb des Klosters, zwischen Neuprüll und Ziegetsdorf verläuft.
Heute verläuft am Fuß des ehemaligen Quellhanges in Ost-West-Richtung die Ludwig-Thoma-Straße als Zubringer zur Universität und zum Bezirksklinikum Regensburg, dem Nachfolger des Klosters. Östlich der Einmündung der Nord-Süd-Nebenstraße Am Vitusbach in die Ludwig-Thoma-Straße, unterhalb der erhöht verlaufenden schmalen Gasse Karthaus Prüll tritt die Quelle des Vitusbachs in einer unterirdischen romanischen Brunnstube im Gartenbereich der ehemaligen Kartause Nr. 8 aus dem Boden. Bei der Brunnenstube handelt es sich um einen tonnengewölbten, 4 m hohen und 2,7 × 2,2 m großen unterirdischen Raum, dessen Boden mit Kalksteinplatten ausgelegt ist.
Nördlich benachbart der Quelle war der Standort der ehemaligen Pfarrkirche des Klosters St. Vitus. Die Pfarrkirche wurde vom Vitusbach in einem Stollen unterirdisch gequert. 1803 wurde die Pfarrkirche im Verlauf der Säkularisation in Bayern abgebrochen und unter Erhöhung des Straßenniveaus mit einem Wohnhaus überbaut. Dadurch wurde der Zugang zum Stollen und damit zur Quelle durch einen Vorbau so erschwert, dass heute ein einfacher Zugang zur Brunnstube nicht mehr möglich ist.

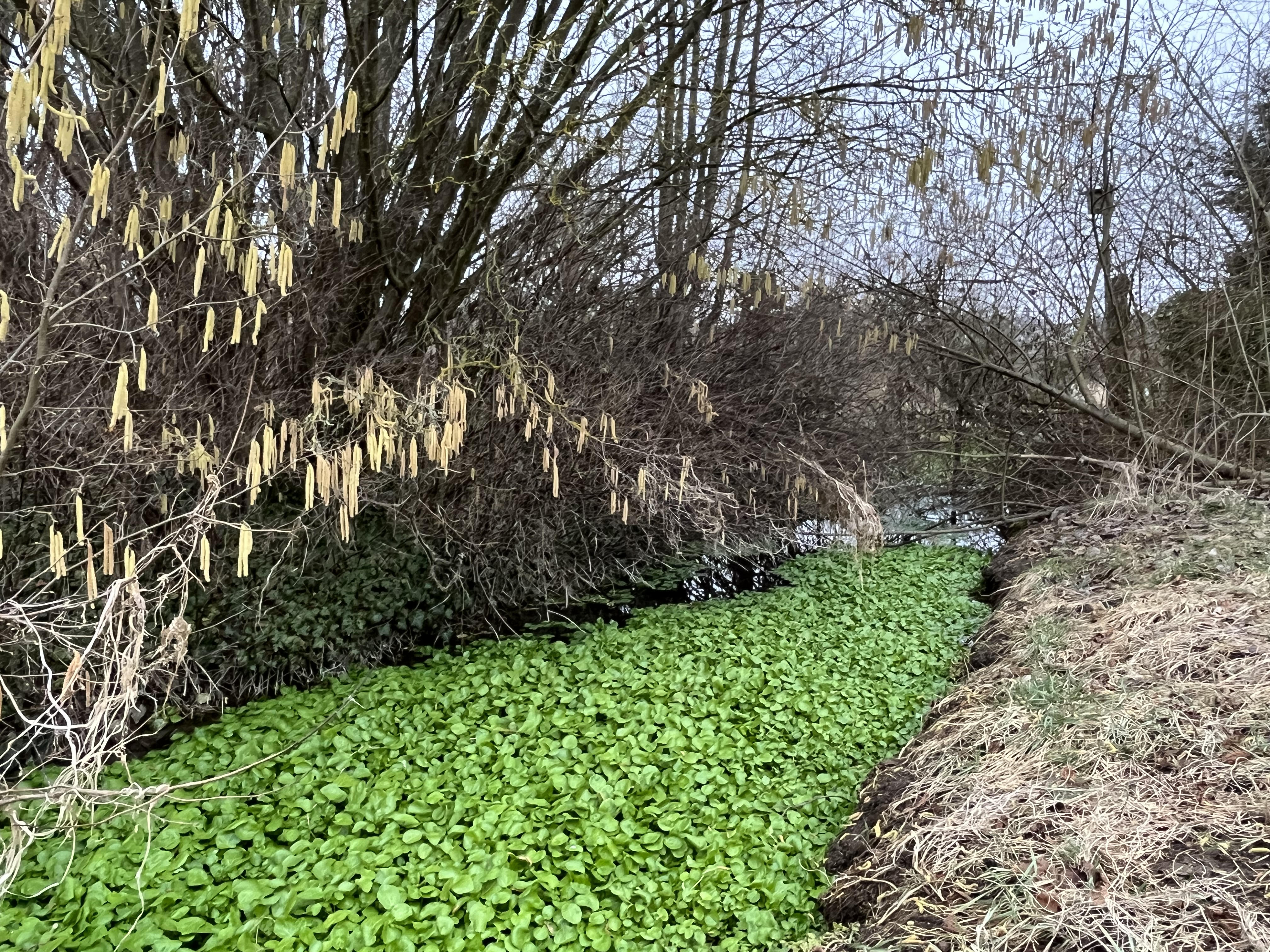
Vitusbach, kurz oberirdisch, beim Eintritt in die gleichnamige Dauergartenanlage

Nach dem Quellaustritt speiste der Vitusbach den großen Vitusweiher. Der Weiher wurde von den Mönchen als Fischteich genutzt, war aber auch ein Wasserreservoir für den Betrieb der Mühle in Kumpfmühl. Für das Klosterleben in dem um 1000 v. Chr. gegründeten, dem heiligen Vitus geweihten Benediktinerkloster, das 1484 den Mönchen der Kartäuser überlassen wurde, war die Wasserversorgung durch die wasserreiche Quelle des Vitusbachs sehr hilfreich. Die Quelle speiste auch einen benachbarten großen Teich, in dem Fische gezüchtet und im Winter Eis für Bierkeller gewonnen wurde. 1929 wurde der Vitusweiher zugeschüttet und auf dem Gelände entstand eine Kleingartenanlage, was für die damalige Zeit typisch war. In dieser Anlage verläuft der Vitusbach noch heute etwas versteckt oberirdisch offen.

### Kumpfmühl
Westlich oberhalb des Dorfes Kumpfmühl erbauten um 80 n. Chr. die Römer das Kastell Kumpfmühl. Der Bau des Kastells auf dem höher gelegenen Gelände hatte aber keinen Einfluss auf den weiter östlich entfernten und tiefer gelegenen Verlauf des Vitusbachs. Auch die Wasserversorgung und die umfangreichen Badeanlagen des Kumpfmühler Kastells wurden nicht vom Vitusbach, sondern von einem anderen, günstiger verlaufenden Bach versorgt. Das Wasser des Vitusbachs konnte aber zum Betrieb der Getreidemühle genutzt werden, da Brot und Backwaren für die Legionäre das Hauptnahrungsmittel waren.
Der Vitusbach verlief – und verläuft auch noch heute – dem leicht abfallenden Gelände folgend nach Norden, versorgte die dortigen Siedlungsgebiete und die Landwirtschaft im Bereich des damaligen Dorfes Kumpfmühl mit Wasser und sorgte im Dorf für den Betrieb einer wohl schon früh vorhandenen Getreidemühle, die bis 1920 betrieben und 1944 bei einem Bombenangriff zerstört wurde. Der Geländehügel für den Standort des Speicherteichs für das Antriebswasser der Mühle ist aber noch heute deutlich erkennbar.
Der Vitusbach selbst verläuft heute in Kumpfmühl unsichtbar unterirdisch verrohrt. Nur im Bereich der heutigen Kleingartenanlage mit dem Namen Am Vitusbach und durch zwei Privatgärten an der Straße Am Mühlbach verläuft der Vitusbach noch oberirdisch offen. Im Garten der ehemaligen Klosterkirche St. Theresia befindet sich der große ehemalige Fischteich des Klosters, welcher durch den Vitusbach unterhalb des ehemaligen Seminargebäudes kommend gespeist wird. Der Abfluss verlief früher in einer Steinrinne offen fließend, jetzt im überbauten ehemaligen Nutzgartenteil des Klosters unterirdisch. Nur wenige Meter weiter nördlich von Kumpfmühl musste der Vitusbach die Ost-West-Bodensenke überwinden, in der heute die Bahngleise verlaufen, um das Stadtgebiet von Regensburg zu erreichen. Das geschah bis ca. 1850, wie schon zur Römerzeit, mit Hilfe eines aufgeschütteten Damms und nach Verlegung der Bahngleise mit Hilfe einer Dükeranlage.

### Römisches Legionslager

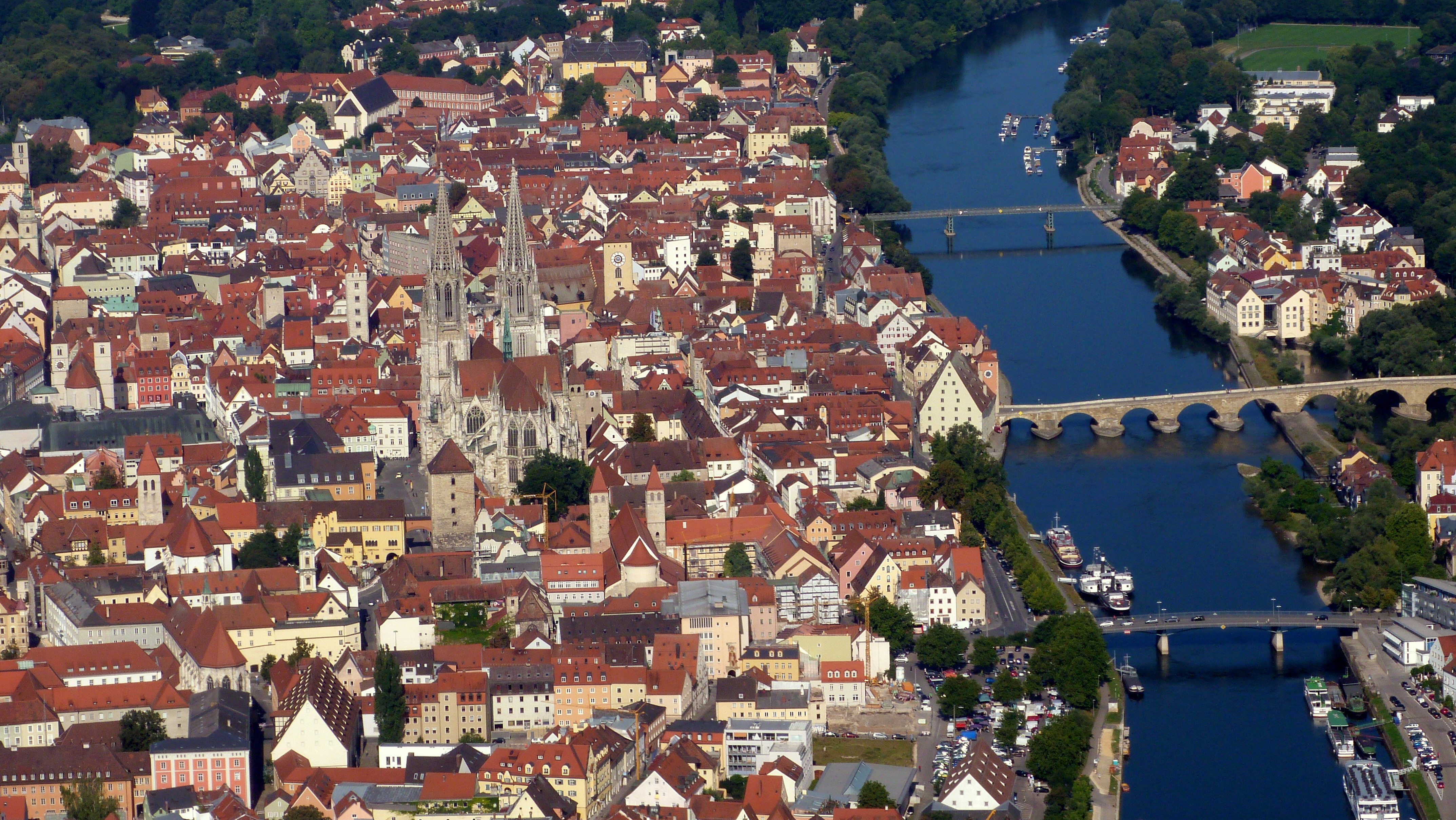
Regensburg Altstadt

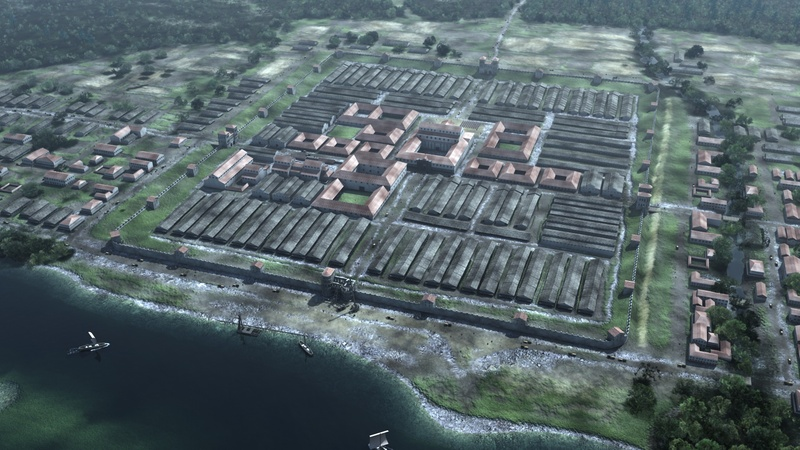
Fotorealistische Rekonstruktion des Legionslagers Castra Regina

Das römische Legionslager wurde südlich der Donau nahe dem Ufer erbaut. Das war erforderlich, weil die Donau als Schutz gegen Angriffe von Norden aber auch als Transportweg für Baumaterial benötigt wurde. Die Abmessungen des Lagers und die genaue Positionierung wurden so gewählt, dass das Südwest-Eck des geplanten Legionslagers vom Vitusbach gut erreicht werden konnte. Dort sollte das Wasser des Vitusbachs über einen aufgeschütteten Damm in den Lagerbereich hineinfließen können und das Lager mit Brauchwasser versorgen (siehe unten).
Mit Ausmaßen von 450 m. Ost-West und 540 m. Nord-Süd ist die Lage des Legionslagers heute im Zentrum der Altstadt von Regensburg zu lokalisieren, mit der Ostmauer auf Höhe der D. Martin-Lutherstraße und mit der Westmauer auf Höhe der heutigen Oberen Bachgasse. Am südwestlichen Eck des Legionslagers, also am südlichen Ende der Westmauer, sollte der Vitusbach in das Lager eintreten. In seinem durch die Bodensenke verursachten Verlauf nach Osten griff der wasserreiche Vitusbach aber auch auf die nördlichen Ufergebiete über. Das hatte zur Folge, dass das gesamte Baugebiet des Legionslagers, besonders aber die östliche Bereiche, als feucht und versumpft beschrieben wurden. Um den Vitusbach nach dem Passieren des Lagers entlang der Südmauer weiter entlang der Lagerostseite nach Norden führen zu können veränderten die römischen Lagerbaumeister hier den Verlauf des Baches absichtlich so, dass in der Folge vor der Ostmauer des Legionslagers breite Wasserflächen mit Verschlammungen entstanden, die für potentielle Feinde ein Hindernis für die Annäherung waren.
Im Wasserbau waren römische Baumeister absolute Meister und geniale Konstrukteure von kilometerlangen Wasserleitungen, die wie im Legionslager Lauriacum auch aus Holz oder Blei sein konnten. Aus vorliegenden Erkenntnissen kann man ableiten, dass die römischen Baumeister in der Absicht, eine gute Brauchwasserversorgung für das Legionslager zu ermöglichen, auch das Wasser des Vitusbaches nutzen wollten. Um das zu ermöglichen, musste ein großer Teil des Wassers vom Vitusbach mit Hilfe eines Dammes, der erhöht in Kumpfmühl beginnen musste über die Ost-West-Bodensenke geführt werden. Der Damm begann dort, wo der Vitusbach von Süden kommend auf die Ost-West-Bodensenke traf, d. h. dort wo heute im Stadtgebiet nahe der Fürst-Anselm-Allee die Albertstraße und die Margaretenstraße verlaufen. Mit diesem Aquädukt sollte das Frischwasser des Vitusbachs an der Südwestecke des Lagers direkt in den Südwestbereich des geplanten Legionslagers geleitet werden. Von dort aus konnte das Wasser dann im Lagerbereich durch Anlage von Verzweigungen nach Bedarf weiter verteilt werden. Der Bau des Dammes für den Vitusbach hatte einen wichtigen zusätzlichen Nutzen. Durch die Verringerung der Wasserführung des Vitusbachs, dessen Restwasser weiterhin in der Ost-West-Bodensenke floss aber nur noch weniger Wasser führte, wurde auf Dauer die Trockenlegung des Geländes im Lagerbereich und auch in der später westlich vor dem Lager entstehenden Zivilsiedlung erreicht.
Der Betrieb des römischen Legionslagers mit einer Besatzung von 6000 Legionären erforderte nicht nur mit Tiefbrunnen gefördertes Trinkwasser, sondern auch viel Brauchwasser zu Löschzwecken, zur Versorgung von Tieren, für das Lazerett, für die Gärten der Offiziersvillen und auch für zwei im Lagerbereich nachgewiesene Badegebäude. Sehr wichtig war die Absicherung der Trinkwasserbrunnen im Lagerbereich gegen Verunreinigungen durch Fäkalien der Tiere und Legionäre. Deshalb musste das Wasser des Vitusbaches im Lager die Entsorgung der Fäkalien in die Donau ermöglichen. Am Beginn des 20. Jahrhunderts wurden zwei ungewöhnlich große Abwässerkanäle entdeckt. In diesen Kanälen, beginnend in den nördlichen Ecken des Castrums, konnte das gesammelte Fäkalienabwasser mit Hilfe des Brauchwassers vom Vitusbach direkt in die Donau gespült werden. Zur Abwasserentsorgung wurde neben dem Wasser vom Vitusbach zusätzlich auch das Überwasser einiger Tiefbrunnen genutzt, die im Legionslager für die Trinkwasserversorgung vorhanden waren.

### Arnulfinische Stadtmauer
In der Zeit nach dem Abzug der Römer wurde der Vitusbach zunehmend wichtig für die Entwicklung der Stadt. Im frühen Mittelalter um 900 n. Chr. sollten Baumaßnahmen zum Schutz der Stadt ergriffen werden. Geplant wurde der Neubau einer Stadtmauer mit Stadtgraben als Schutzmaßnahme für die zivilen Ansiedlungen im Stadtgebiet, die westlich außerhalb der Römermauer auf dem heutigen Haidplatz bis hin zum heutigen Arnulfsplatz und am Ufer der Donau entstanden waren. Auch die neuen Gebäude von Kloster St. Emmeram, die weit außerhalb des Stadtgebiets, südwestlich vor der Römermauer entstanden waren, sollten von einer geplanten neuen Arnulfinische Stadtmauer geschützt werden. Der Vitusbach, der das Stadtgebiet am Südwesteck des Römerlagers erreichte und von dort aus nach Norden in das Stadtgebiet hinein verlief, sollte das Wasser für die neuen Stadtgräben liefern.
Nach seinem Eintritt ins Römerlager verlief der Vitusbach nach Norden und folgte dabei dem Verlauf der heutigen Oberen Bachgasse. Schon kurz nach Eintritt in das Stadtgebiet gab es eine Abzweigung des Baches nach Osten auf Höhe der heutigen Obermünsterstraße, die nach Osten in das Zentrum des ehemaligen Römerlagers führte. (s. unten: Verlauf in der Altstadt). Die geplante neue Arnulfinische Stadtmauer sollte aber im Westen der Stadt verlaufen, deutlich westlich des ehemaligen Römerlagers und westlich der neu entstandenen Zivilsiedlungen. Sie sollte am Ufer der Donau beginnen, dort wo nach 1200 ein Karmelitenkloster als Vorläufer der späteren Oswaldkirche entstand. Die neue Stadtmauer sollte dem Verlauf der heutigen Straße Weißgerbergraben folgen, nach Süden weiter verlängert werden bis zum Kloster St. Emmeram, das geschützt werden sollte. Für den zugehörigen Stadtgraben wurde das Wasser des Vitusbachs also im Westen der Stadt benötigt.
Deshalb musste der entlang der Oberen Bachgasse nach Norden verlaufende Vitusbach als Wasserlieferant außer der Abzweigung nach Osten in die heutige Obermünsterstraße eine weitere Abzweigung nach Westen in die damalige Lange Gasse (heutige Gsandtenstraße ) erhalten. Mit dieser Abzweigung wurde das Wasser des Vitusbachs über die heutige StraßenfolgeGesandtenstraße, Rote-Hahnen-Gasse, Haidplatz und Ludwigsstraße dahin gebracht, wo es für den Stadtgraben der neuen Arnulfinischen Stadtmauer im Straßenverlauf des heutingen Weißbergergrabens benötigt wurde.

### Mittelalter
Im frühen und späten Mittelalter übernahm der Vitusbach im Altstadtbereich die Wasserversorgung des Stadtgrabens und hatte damit eine wichtige Rolle bei Errichtung und Betrieb der Stadtbefestigungsanlagen.
Als Fließgewässer im Gebiet der Altstadt von Regensburg wurde der Vitusbach an mehreren Orten verzweigt und gewann dadurch zunehmend Bedeutung nicht nur für die räumliche Gliederung der Altstadt und den Verlauf von Straßen, sondern durch die vereinfachte Reinigung der Straßen auch für die Stadthygiene. Durch die Versorgung von einigen Straßenteichen konnten diese sog. Hüllinge als Viehtränken und Viehschwemmen und zur Versorgung von Hausgärten genutzt werden. Auch die Stadtbauern, die im Osten der Altstadt Gemüse anbauten, konnten nach Errichtung des Stadtgrabens mit Wasser versorgt werden.

### Vitusbach in der frühen Neuzeit
Dort, wo der Vitusbach oder einer seiner Zweigbäche offen in einer Straße verlief, war es eine seiner Aufgaben, bei Hausbränden Löschwasser zur Verfügung zu stellen. Dafür wurde folgendes Verfahren entwickelt: Am Brandort wurde der Abfluss des Wassers möglichst effizient blockiert und gleichzeitig wurde der am Plerrer regelbare Zufluss von Wasser erhöht, so dass am Brandort möglichst viel Wasser zur Verfügung stand. Ähnlich wurde auch verfahren, wenn Straßen gereinigt oder bei Tauwetter von Eis befreit werden sollten. Mit einem wie beschrieben erzeugten Wasserschwall wurden die vorher aufgebrochenen Eisbrocken in die Donau geschwemmt. Im Sommer war es auch üblich, auf diese Weise zweimal wöchentlich Unrat von Straßen in die Donau zu schwemmen.
Der Verlauf des Vitusbaches in der westlichen Altstadt ist in Bauberichten beschrieben. Für die Jahre nach 1837 ist z. B. bekannt, dass Baumaßnahmen in der Absicht erfolgten, den Vitusbach ab der Hülling wegen zu großer Verkehrsbehinderungen und aus hygienischen Gründen in einem gemauerten Kanal nach Norden in die Donau zu führen. Mit dieser kostspieligen Baumaßnahme waren einige hundert Maurer und Pflasterer lange beschäftigt. Als Ergebnis dieser Bauarbeiten war der Kanal des nun teilweise unterirdisch verlaufenden Vitusbaches begehbar geworden, was bei Jugendlichen Entdeckerreize auslöste. In Berichten schildern Jugendliche, dass man z. B. auf dem Haidplatz in den Kanal absteigen und dann unten bis zum Rathaus vordringen konnte, wo man auf den Hauptarm des Vitusbaches stieß.

### Vitusbach nach 1800
Seit Errichtung der Bahngleisanlagen überwindet der Vitusbach die Bodensenke mit einem Düker und verläuft dann im Gebiet der Altstadt von Regensburg nur noch unterirdisch verrohrt. Er ist nur noch an wenigen Orten beim Einlauf in die Donau zu erkennen wie z. B. am nördlichen Ende der Straße Weißgerbergraben. Offen oberirdisch fließend, aber sehr versteckt, verläuft der Vitusbach heute nur noch außerhalb der Altstadt in der Nähe seines Quellgebietes im Ortsteil Kumpfmühl im Bereich der Kleingartenanlage mit dem Namen Am Vitusbach parallel zur gleichnamigen Straße. Ansonsten ist der Vitusbach nur noch unter der Straße Am Mühlbach durch sein Rauschen hörbar und an einigen Orten mit Hinweisen von Kennern dadurch erkennbar, dass er dort einen Teich mit Wasser versorgt, wie z. B. hinter der Kirche St. Theresia (Regensburg).

## Der Vitusbach im Verlauf der Stadtgeschichte

### Das Quellgebiet
Das Quellgebiet des Vitusbachs spielte für die Stadtgeschichte von Regensburg eine wichtige Rolle.
Hier war der Standort des um 1000 n. Chr. gegründeten Benediktinerklosters Prüll, das um 1500 den Mönchen der Kartäuser überlassen wurde. Nach der Säkularisation wurde in den verstaatlichten Gebäuden der Klosteranlage die erste Pflegeanstalt für Geisteskranke in Regensburg gegründet, aus der sich das heutige Bezirksklinikum Regensburg entwickelte. Der Vitusbach und die von ihm im Quellgebiet gespeisten fischreichen Teiche waren sowohl für die ehemaligen Mönche, in deren Gärten die Quellen des Baches zu finden waren, wie auch für die späteren Bewohner und Patienten der Pflegeanstalt Teil ihres Lebens und teilweise sogar ihre Arbeits- und Lebensgrundlage. Heute lassen nur noch die Namen einiger Straßen erkennen, dass der Vitusbach in diesem damals abgelegenen Stadtbereich eine wichtige Rolle gespielt hat.
Nach Unterquerung der Pfarrkirche der Gemeinde, die nach 1800 im Verlauf Säkularisation zu einem Wohnhaus umgebaut wurde, verlässt der Vitusbach das Quellgebiet in Richtung Norden und durchquert dabei noch heute eine der ersten in Regensburg 1929 gegründeten Kleingartenanlagen, die sich noch immer großer Beliebtheit erfreut.

### Verlauf in Kumpfmühl

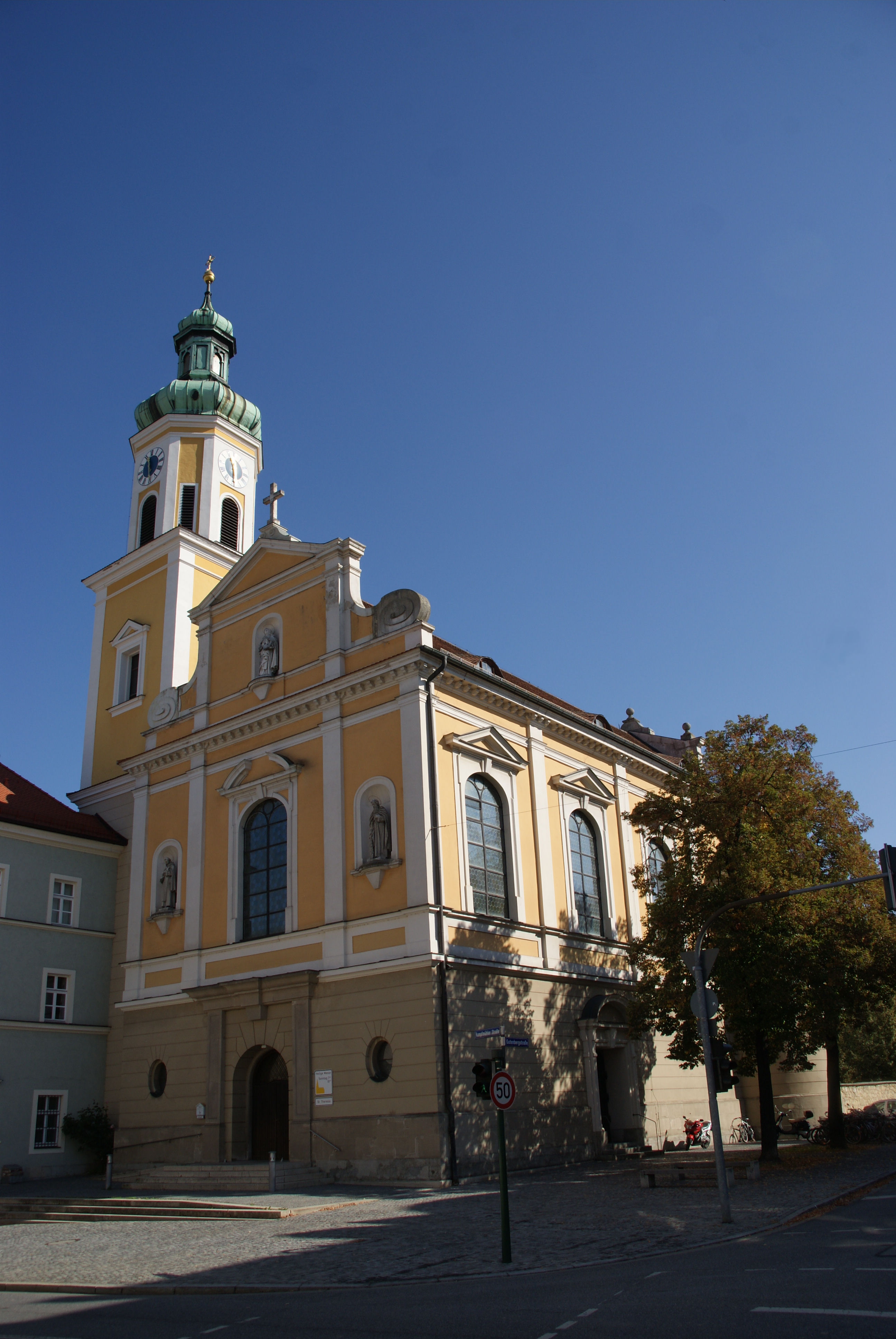
St. Theresia

Nach ca. 300 m am Ende der Kleingartenanlage unterquert der Vitusbach unterirdisch verrohrt die Ost-West Straße Hofgartenweg und verläuft weiterhin verrohrt unter der Straße Am Mühlbach, nach Norden. Dabei sind die Fließgeräusche an einigen Stellen deutlich hörbar. Die Straße endet nach 100 m an der Ost-West Straße Gutenbergstraße, die vom Bach verrohrt untergequert wird. Damit erreicht der Vitusbach das große Areal der nach 1900 erbauten Theresienkirche, der Klosterkirche des dort ehemalig betriebenen Klosters der Unbeschuhten Karmeliten. Heute ist der Bach auch hier verrohrt, speist aber immer noch den von Bäumen und Sträuchern dicht umsäumten ehemaligen Fischweiher der Karmeliten. Heute ist der Weiher, von vielen nach 1980 neu erbauten Altenwohnungen umgeben.
Nahe der Theresienkirche ca. 100 m südöstlich entfernt (heute Gutenbergstr. 7) war der Standort des ehemaligen Mühlengehöfts mit der angeblich uralten öberschlächtigen Wassermühle, die dem Dorf Kumpfmühl den Namen gegeben hat. Das zum Antrieb der Mühle benötigte Wasser wurde zuvor in einem vom Vitusbach gespeisten gesonderten Mühlweiher gesammelt, der auf einem noch heute erkennbaren Hügel möglichst hoch gelegen war. Von hier aus konnte das Waser bei Bedarf oberschlächtig auf das Mühlrad geleitet werden. Die Mühle wurde noch im Ersten Weltkrieg betrieben und stellte erst 1919 den Betrieb ein. Im Zweiten Weltkrieg war das Mühlen-Anwesen im Besitz der Familie Zacher und wurde bei einem Luftangriff 1944 komplett zerstört. Eine Zeichnung des Gebäudes ist erhalten.

### Eintritt in das Vorfeld der Altstadt
Im frühen Mittelalter am Beginn des 10. Jahrhunderts wurde das Wasser des Vitusbaches zur Versorgung des Stadtgrabens der neu erbauten Arnulfinischen Stadtmauer benötigt. Diese Mauer wurde erbaut, um das nach 750 südwestlich außerhalb der Mauern des Legionslagers entstandene Kloster Sankt Emmeram und auch die zivilen Ansiedlungen auf dem heutigen Haidplatz und weiter westlich in den Schutz einer erweiterten Stadtmauer einzubeziehen. Dafür wurde die Westmauer des Legionslagers abgebrochen. Die östliche Mauer des Legionslagers und auch große Abschnitte der nördlichen und südlichen Mauer des Legionslagers konnten weiterhin genutzt werden. Neue Stadtmauerabschnitte waren im Westen und teilweise auch im Süden und Norden der Stadt jeweils mit Stadtgraben erforderlich. Die neuen Mauern und Gräben sollten das von Mauern geschützte Stadtgebiet erweitern. Die neue Westmauer sollte an der Donau bei der Oswaldkirche beginnen, nach Süden hin der Straße Weißgerbergraben folgen bis hin zum neuen Ruozanburgtor am Ende der heutigen Ludwigsstraße, am heutigen Arnulfsplatz. Weiter nach Süden hin sollte die neue Mauer mit Graben östlich entlang dem heutigen Bismarckplatz verlaufen und dann weiter nach Süden dem Beraiter Weg folgend entlang dem Ägidienplatz bis hin zum Kloster Emmeram. Dort im Süden sollte die neue Mauer das bisher ungeschützte Kloster Emmeram ganz umfassen und dann nach Osten hin entlang der West-Ost-Straße St. Petersweg verlaufen und dort anschließen an die die noch erhaltene, dort endende südliche Mauer des römischen Legionslagers. Hier am südlichen Ende der heutigen Oberen Bachgasse entstand ein neues Tor als neuer Zugang zum Kloster Emmeram, das nach Abschluss der Baumaßnahmen völlig von der neuen Stadtmauer umschlossen war.
Das Wasser für den bisherigen römischen Stadtgraben und auch für den neuen Stadtgraben, der die ca. 1,4 km langen neuen Abschnitte der Arnulfinischen Stadtmauer bis hin zur Donau begleiten sollte und der aus zwei einzelnen jeweils 8 m.breiten Gräben bestand, musste der Vitusbach liefern. Das Wasser des Baches stand hier am Südwest-Eck des ehemaligen Legionslagers von Süden aus Kumpfmühl kommend seit Errichtung des Legionslagers zur Verfügung und wurde dann sowohl im frühen Mittelalter bei der Errichtung der Arnulfinischen Stadtmauer, als auch im 14. Jahrhundert bei der Errichtung der mittelalterlichen Stadtmauer zur Wasserversorgung der Stadtgräben genutzt.
Zur Zeit der Römer hatte der Bach hier auf einem römischen Aquädukt die in Ost-West-Richtung verlaufende, ca. 50 m breite und bis zu 2 m tiefe Geländesenke zwischen Kumpfmühl und der heutigen westlichen Altstadt überwunden, in der heute sowohl die nach 1850 entstandenen Bahntrassen verlaufen und auch die heutige Ost-West-Hauptverkehrsstraße Friedensstraße, die noch 1850 nur ein Feldweg war.
Beim Bau der mittelalterlichen Stadtmauer wurde ein ausreichend hoher Damm aufgeschüttet, auf dessen Krone der Vitusbach in einer 60 cm breiten und 75 cm tiefen Rinne nach Norden fließen konnte. Der Bach erreichte das Gebiet der Altstadt auf den Geländehöhen oberhalb der heute dort verlaufenden Margaretenstraße und Albertstraße. Von hier aus konnte das Wasser des Vitusbachs in Richtung Norden das Stadtgebiet erreichen.
Zum Bau der Bahntrassen im 19. Jahrhundert musste der Damm entfernt werden. Seitdem unterquert der Vitusbach die Geländesenke verrohrt in einem Düker. Der Düker-Einlauf liegt auf dem Grundstück Friedensstr. Nr. 5, der Düker-Auslauf liegt auf dem Gelände der Fürstenallee auf dem erhöht liegenden Grundstück Albertstr. Nr  1, dem Standort der ehemaligen Gaststätte Prinzengarten.

### Eintritt in die Altstadt und Wasserverteilung
Nach dem Eintritt des Vitusbachs in die Altstadt 200 m östlich von Schloss St. Emmeram auf dem leicht erhöhten Gelände oberhalb von Margaretenstraße und Albertstraße konnte das Wasser des Vitusbachs 200 m in Richtung Norden fließen, um das Gebiet der südlichen Altstadt zu erreichen. Dabei durchlief der Bach das Gartengelände des Klosters nach Norden und erzeugte dort einen noch heute vorhandenen kleinen Teich. An der Straße St.-Peters-Weg erreichte der Vitusbach das südliche Kerngebiet der Altstadt von Regensburg. Dort verlief die nach 900 entstandene frühmittelalterliche, Arnulfinische Stadtmauer, die nach 1300 als südliche mittelalterliche Stadtmauer zusammen mit dem südlich vorgelagerten, 20 m breiten mittelalterlichen Stadtgraben übernommen bzw. neu erbaut worden war. Dabei wurde auch das alte, nicht mehr benötigte Emmeramer Tor durch den nach dem Mönch Placidus Heinrich benannten Placidusturms (Astronomieturm) ersetzt. An diesem Ort machte es die starke Wasserführung des Vitusbachs möglich, das Wasser des Vitusbachs mittels hölzerner Sperrvorrichtungen je nach Bedarf auf zwei Arten zu verteilen.
- Bei Bedarf konnte das Wasser vollständig dem Stadtgraben zugeführt werden über eine absteigende hölzerne Rinne, die man Plerrer nannte. Im ca. 20 m breiten und bis zu 8 m tiefen, auf beiden Seiten von Futtermauern aus Bruchsteinen gestützten Stadtgraben wurden später im Laufe der Jahre zwei zusätzliche schmale Wasserrinnen angelegt, die in den Jahren bis 1910 sogar eigens verrohrt wurden. In diesen zusätzlichen Wasserrinnen konnte das Wasser des Vitusbach in westliche Stadtgebiete bis hin zum Prebrunntor am Herzogspark und in östliche Stadtgebiete bis hin zum Ostentor verteilt werden, wo in der Ostenvorstadt die sog. Krauterer Landwirtschaft betrieben[16]

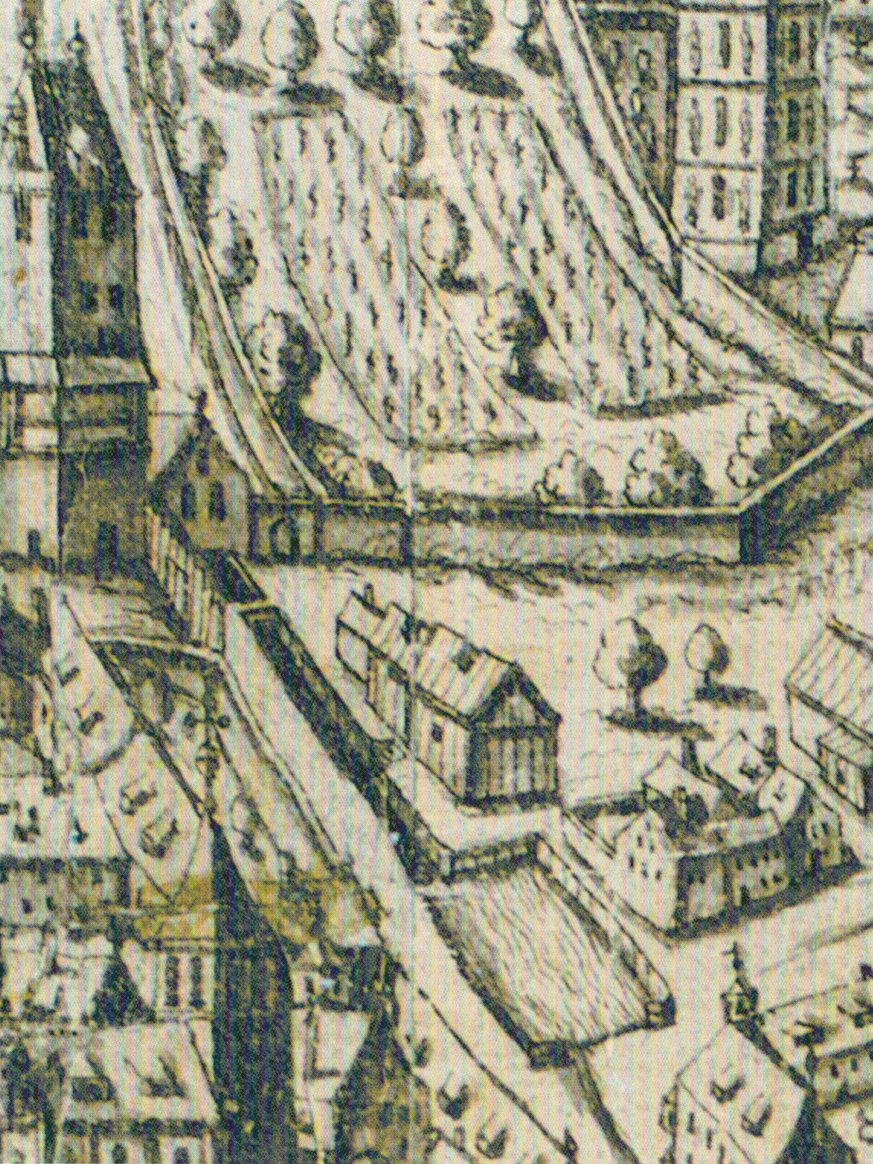
Vom Vitusbach durchflossene Hülling mit Gießereigebäude (1644)

- Das Wasser konnte über eine waagerechte hölzerne Rinne, die im benachbarten Placidusturm verankert war, Stadtgraben und Stadtmauer überwinden und wurde direkt in das Stadtgebiet geleitet. Dort konnte auf dem östlichen Areal des großen Emmeramsplatz ein wahrscheinlich mit Steinquadern ausgekleidetes Speicherbecken gefüllt werden, das man als Hülling bezeichnete und das auch von der Glockengießerei Schelchshorn genutzt wurde. Heute ist die Bezeichnung Hülling zu einem Straßennamen für den Bereich geworden, wo man das ehemalige Wasserbecken zwischen den heutigen Häusern Hülling Nr. 2 und Emmeramsplatz Nr. 1, vermutet. In der Altstadt gab es mehrere dieser Wasserbecken, die vom Vitusbach gespeist wurden und die auch als Pferdeschwemmen genutzt wurden.[17]

### Verlauf in der Altstadt

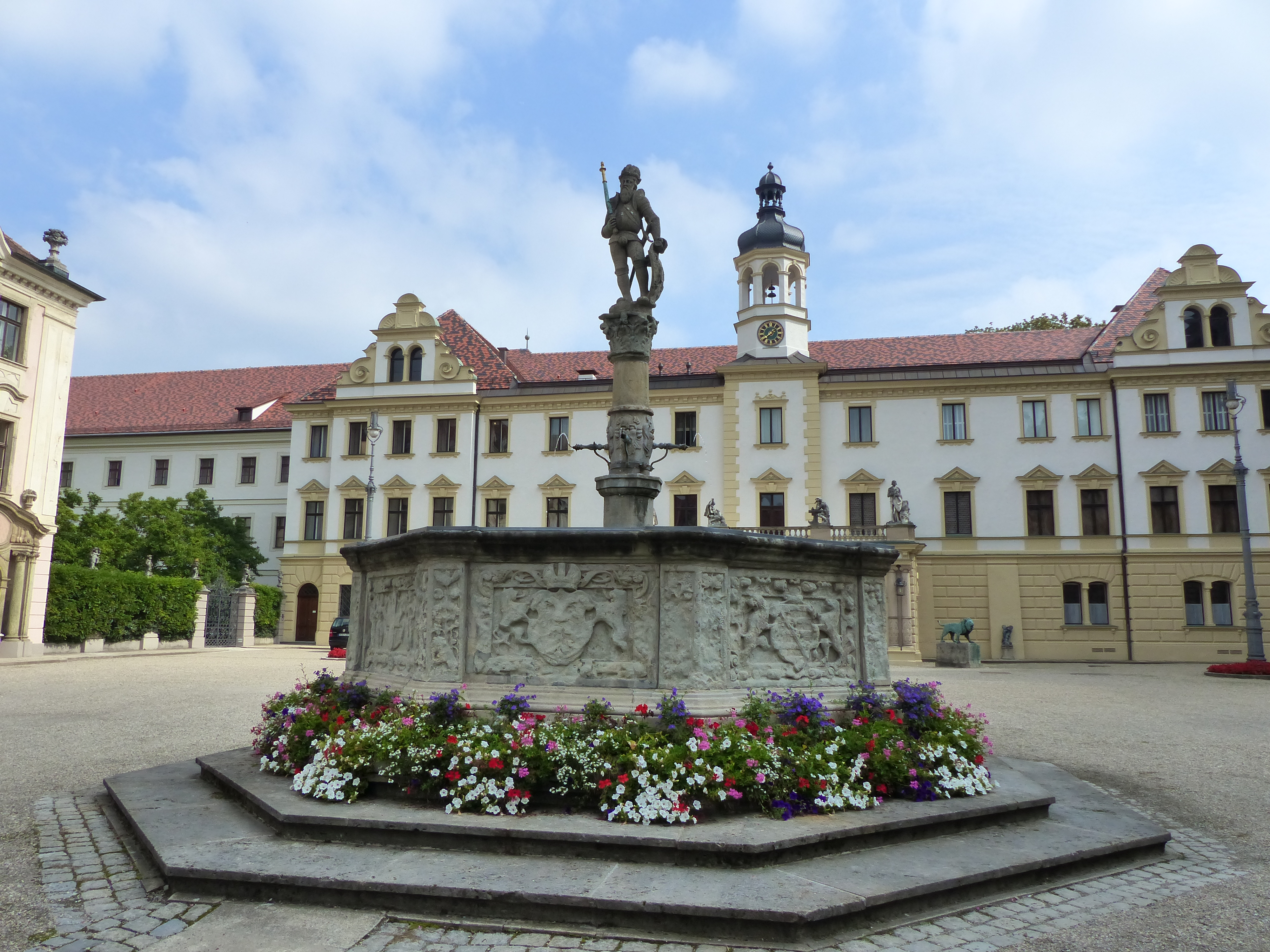
Brunnen St. Emmeram

Nach der Hülling wurde der Vitusbach offen in einer befestigten Rinne fließend in die Obere Bachgasse geleitet, die damit zum Hauptzubringer von Brauchwasser für die Altstadt wurde.
Vor dem Eintritt in die Stadt erhielt der Vitusbach von Westen her noch Zulauf von einem kleinen Bach, der das Überwasser des Brunnes im benachbarten Kloster Emmeram aufnahm.
Dieser Brunnen wurde über die im 12. Jahrhundert erbaute Emmeramer Wasserleitung mit Wasser versorgt,
Dort wo heute etwas nördlich der Hülling die Obermünsterstraße auf die Obere Bachgasse trifft, zweigte schon zur Römerzeit im Inneren des Legionslagers ein Arm des Vitusbachs nach Osten hin ab, der parallel zur südlichen Stadtmauer das gesamte Areal des ehemaligen römischen Legionslagers durchquerte und dabei ungefähr dem Lauf der heutigen Straßen Grasgasse, Schäffnerstraße folgt bis hin zum östlichen Tor des Legionslagers, wo er das Lager verließ und auf das östlich des Lagers befindliche sumpfartige Gelände des Ur-Vitusbaches traf. In Stadtplänen von 1645 ist der Verlauf dieses Seitenarms detaillierter wie folgt dargestellt: Nach der Schäffnerstraße schwenkt der Bach nach Osten, folgt dem Verlauf der Königsstraße, kreuzt Maximiliabstraße und D. Martin Lutherstraße und trifft auf Höhe der heutigen Von-der-Tann-Straße auf die Gärten der Stadtbauern. Beim Kirschggäßchen wendet sich der Bach nach Norden, trifft auf den Minoritenweg, durchfließt die heutige Straße Am Stärzenbach und mündet letztlich in der Donau. Obwohl in der Bauamtschronik der Verlauf des Baches häufig angesprochen wird, bleiben Fragen nach Baumaßnahmen, die diesen Verlauf des Baches ermöglicht haben, offen. Wichtig ist die Erkenntnis, dass der Stärzenbach kein neuer weiterer Bach ist, sondern aus einem Seitenbach des Vitusbachs entstanden ist.
Am nördlichen Ende der Oberen Bachgasse, wo Mitte des 13. Jahrhunderts das Augustinerkloster entstanden war, überquerte ein Steg den Vitusbach, der die heutige Gesandtenstraße mit dem heutigen Neupfarrplatz verband. Bis zur Vertreibung der Juden im Jahr 1519 war der Neupfarrplatz der Wohnort der Juden. Deshalb nannte man diesen Steg über den Vitusbach auch den Judensteg, der vom Judenviertel in die vormals Lange Gasse genannte heutige Gesandtenstraße führte.
Nach der Oberen Bachgasse verlief der Vitusbach weiterhin offen nach Norden in der Unteren Bachgasse zum Kohlenmarkt, wo er auf den um 1300 entstandenen Marktturm traf. Dieser Turm, war mit seinem Standort beim Rathaus, umgeben von Märkten, mit seiner Durchfahrt zum Fischmarkt und zum Fleischhaus am Ufer der Donau der Mittelpunkt des städtischen Lebens, wo das Brauchwasser des Baches zur Straßenreinigung dringend benötigt wurde.
Östlich vorbei an den barocken Erweiterungsbauten des Rathauses verlief der Vitusbach weiter zur Donau über den Zieroldsplatz und den sog. Schmerbühl,wo Tierfett verkauft wurde, zum Fischmarkt, direkt gelegen am Ufer der Donau. Hier wurde ein Seitenarm in das Fleischaus abgezweigt, um dort die Schlachtabfälle in die Donau zu spülen. Der Hauptlauf des Vitusbaches folgte weiter der Keplerstraße nach Westen. Um beim Mauttor in die Donau zu münden, musste der Vitusbach am noch heute freistehenden Haus Keplerstr. 8 einer scharfen Krümmung nach Norden folgen. Diese Richtungsänderung erzeugte offenbar erhebliche Fließgeräusche, was für das Haus den noch heute gebräuchlichen Namen Haus zum Sauseneck zur Folge hatte.
Im Verlauf des Baches gab es kleinere Zuläufe und Verzweigungen, die gezielt geschaffen wurden unter Berücksichtigung von Aufgaben, die das Wasser des Baches an verschiedenen Orten erfüllen sollte.